# Rosenaustadion
Das Rosenaustadion ist mit einem offiziellen Fassungsvermögen von 28.000 Zuschauern nach der WWK-Arena das zweitgrößte Stadion Augsburgs. Es wurde am 16. September 1951 eröffnet und hatte bis 1972 aufgrund seiner Größe und Modernität eine große Bedeutung für den deutschen Fußball und die internationale Leichtathletik. Mit der Eröffnung des Münchner Olympiastadions schwand diese Stellung allmählich. Der FC Augsburg absolvierte bis zum Ende der Saison 2008/09 seine Heimspiele im Rosenaustadion. 2014 wurde es unter Denkmalschutz gestellt.

## Geschichte
Das Rosenaustadion ist ein Mehrzweckstadion mit Leichtathletikanlage in klassischer Ellipsenform. Die Stadt Augsburg hat das Stadion auf Trümmern und Schutt aus dem Zweiten Weltkrieg errichtet. Die Gegengerade des Stadions lehnt sich an den Trümmerberg an. 1949 begann der Stadionbau, 1951 entstand die Haupttribüne. Die Baukosten betrugen ca. 1,1 – 1,8 Millionen DM. Es war der erste Neubau einer großen Sportarena in Deutschland nach dem Zweiten Weltkrieg.
- „Eine der größten und modernsten Anlagen im Bundesgebiet“, schrieb der Sport-Kurier am 13. September 1951.
- „Eines der schönsten Stadien Europas“, schrieb die Neue Zeitung ebenfalls am 13. September 1951.
- „Die Nachkriegsentwicklung des deutschen Sports ist ohne das Rosenaustadion nicht denkbar“, sagte Willi Daume, ehemaliger IOC-Vize und NOK-Chef.

Inzwischen zählt das Rosenaustadion zu den „bedeutende[n] Bauten der Nachkriegsmoderne“ in Augsburg und gilt dabei als „besonders frühes Beispiel“ dieses Architekturstils.

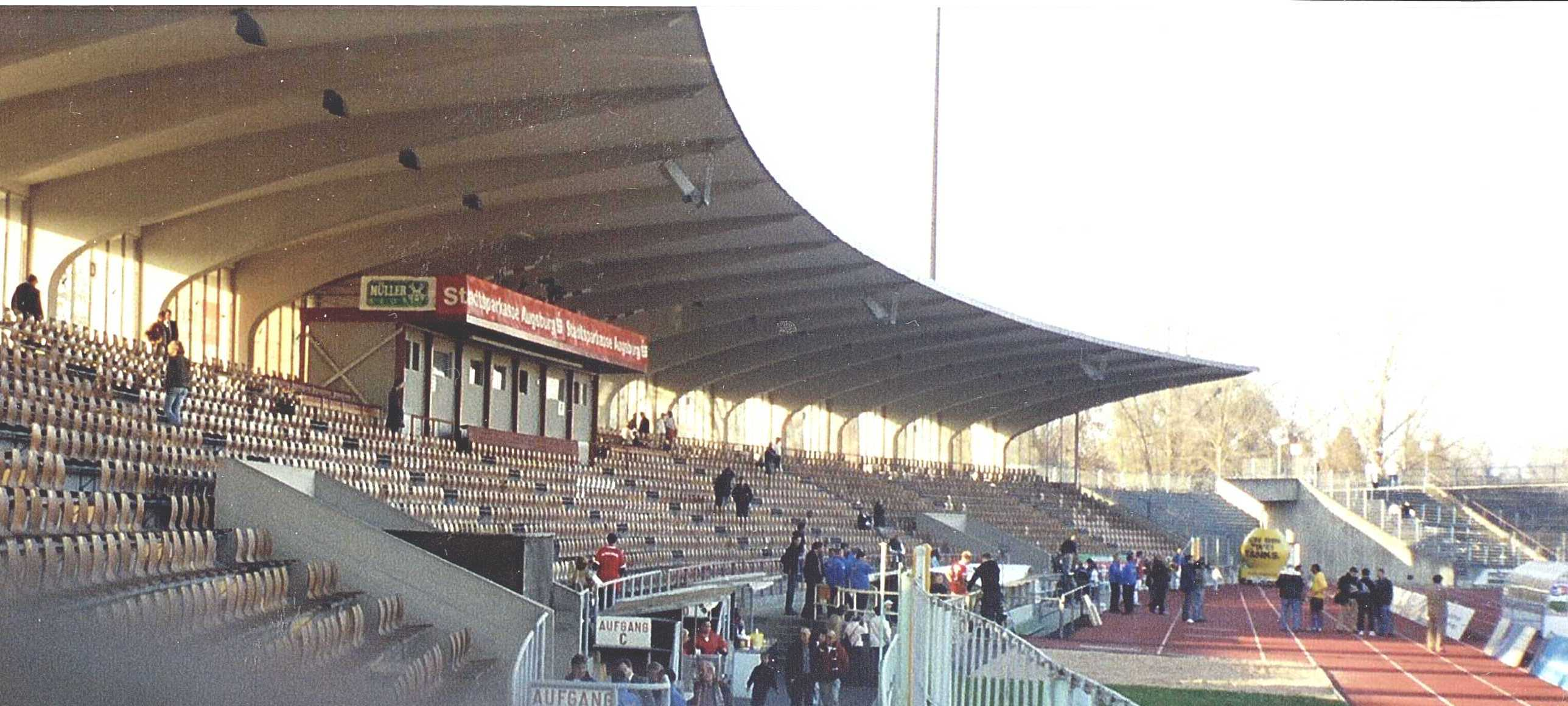
Die Haupttribüne

Rosenau ist ein Flurname in Augsburg, abgeleitet von den Rössen, den ehemaligen Wasserarmen der Wertach. Au (auch Flussaue) bezeichnet eine vom wechselnden Hoch- und Niedrigwasser geprägte Niederung entlang eines Baches oder Flusses. Das Rosenaustadion liegt auf einem solchen Gebiet neben der Wertach.
Der Zuschauerrekord des FC Augsburg war 1973 beim Regionalligaspiel gegen den 1. FC Nürnberg mit 42.000 Zuschauern. Die höchste Besucherzahl bei einem Fußballspiel war mit fast 65.000 Zuschauern am 9. November 1952 beim Länderspiel BRD – Schweiz, ermöglicht durch temporäre Zusatztribünen. Die deutsche Mannschaft von 1954 wurde aufgrund dieser Begegnung auch „Augsburger Elf“ genannt, da damals acht von elf WM-Spielern bereits zusammen spielten.
Der absolute Rosenau-Rekord jedoch war im Jahr 1958, als insgesamt 85.000 Zuschauer an zwei Tagen den Leichtathletikwettkampf BRD – UdSSR sahen. Ludwig Müller wurde mit Siegen über 5000 und 10.000 Meter zum „Helden von Augsburg“.

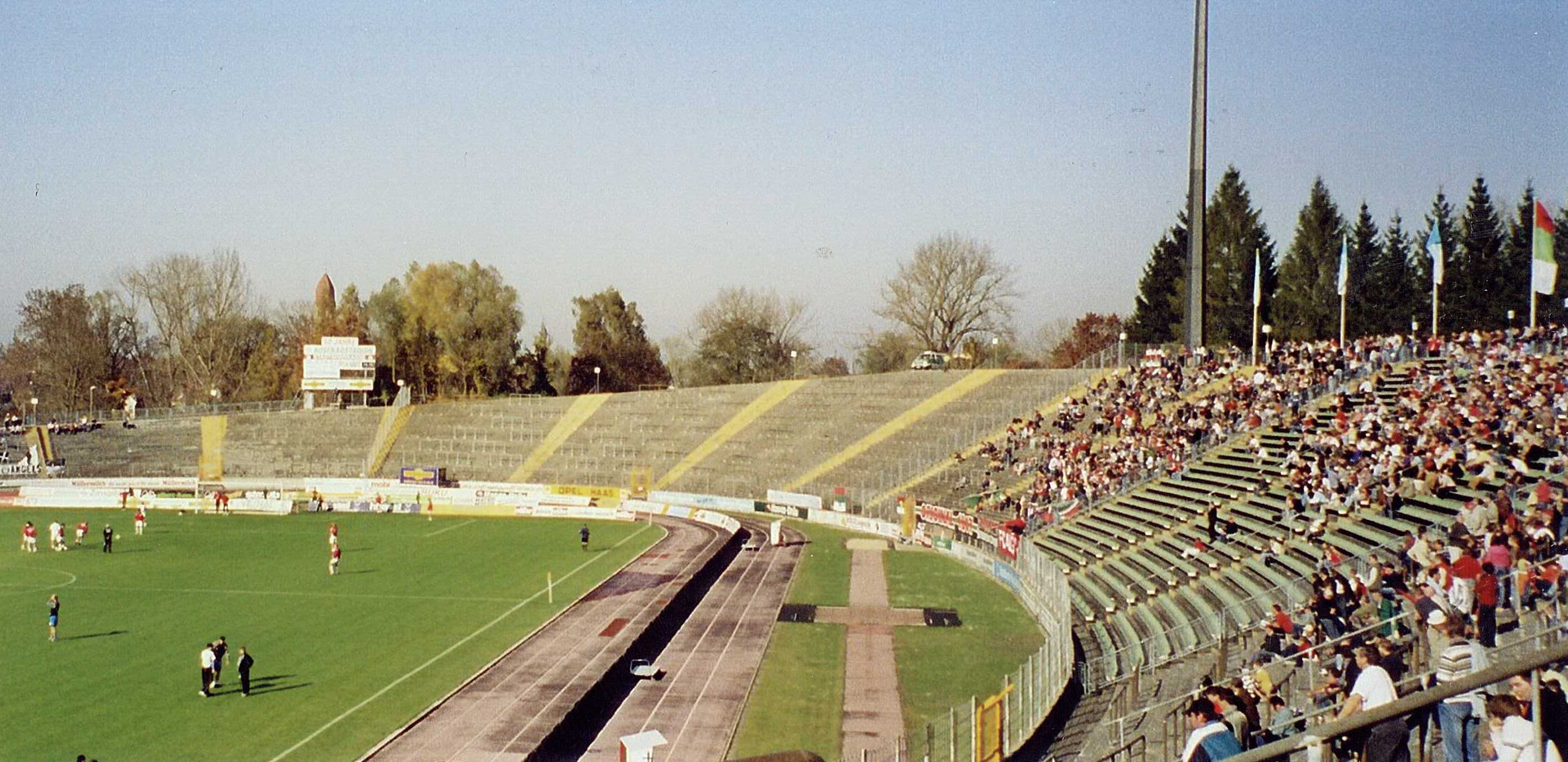
Der Gästeblock befindet sich links unter der Anzeigetafel.

Der Augsburger Boxer Willi Färber war von 1951 bis 1972 Platzwart im Rosenaustadion.

## Große Veranstaltungen

### Leichtathletik und Feldhandball

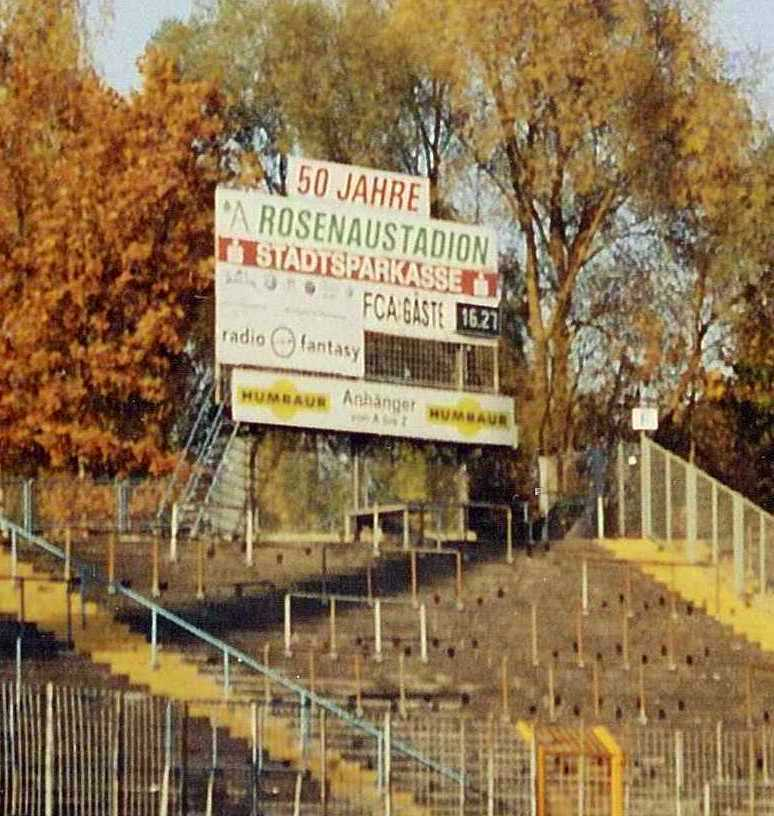
Die alte Anzeigetafel

Bis 1978 fanden zwölf Leichtathletik-Länderkämpfe und zwei Feldhandball-Länderspiele im Rosenaustadion statt, das dafür in Deutschland dank ausgezeichneter Organisation und begeisterungsfähigem Publikum als erste Wahl galt – man sprach von der „Sportstadt Augsburg“. Bis 1961 kamen fast 3,5 Millionen Zuschauer zu über 400 Veranstaltungen.
| Datum                    | Veranstaltung                                                | Anmerkungen                                                                                          |
| ------------------------ | ------------------------------------------------------------ | --- |
| 23. August 1952          | Leichtathletik-Länderkampf Deutschland – Schweiz             | 30.000 Zuschauer                                                                                     |
| 1953                     | Feldhandball-Länderspiel Deutschland – Österreich            | 35.000 Zuschauer                                                                                     |
| 25. – 26. Juli 1953      | Deutsche Leichtathletik-Meisterschaften 1953                 | 50.000 Zuschauer (mehrtägige Veranstaltung)                                                          |
| 3. August 1954           | Feldhandball-Länderspiel Deutschland – Schweden              | 40.000 Zuschauer – „Das Wunder von Augsburg“ (Endergebnis: 15:9 für die deutsche Nationalmannschaft) |
| 20. – 21. September 1958 | Leichtathletik-Länderkampf Deutschland – UdSSR               | 85.000 Zuschauer (zweitägige Veranstaltung) – Endergebnis: 115:105 Punkte                            |
| 9. – 11. August 1963     | Deutsche Leichtathletik-Meisterschaften 1963                 | 60.000 Zuschauer (mehrtägige Veranstaltung)                                                          |
| 11. August 1965          | Leichtathletik-Länderkampf der Männer Deutschland – USA      | 35.000 Zuschauer – Endergebnis: 91:142 Punkte                                                        |
| 5. August 1969           | Leichtathletik-Länderkampf Deutschland – USA                 | 35.000 Zuschauer                                                                                     |
| 23. – 24. Juni 1972      | Leichtathletik-Länderkampf Deutschland – UdSSR               | Weltrekord im Diskus der Frauen durch die Russin Faina Melnik mit 65,48 Metern                       |
| 13. Juli 1974            | Leichtathletik-Länderkampf Deutschland – Polen               | Endergebnis der Männer: 239:191 Punkte – Endergebnis der Frauen: 130:148 Punkte                      |
| 24. Juni 1978            | Leichtathletik-Länderkampf der Frauen Deutschland – Rumänien | |

### Fußball
Am 9. November 1952 fand im Rosenaustadion ein Länderspiel Deutschland–Schweiz statt, bei dem auf deutscher Seite acht Nationalspieler der späteren WM-Sieger-Mannschaft standen. Das Spiel vor 64.586 Zuschauern endete 5:1 für Deutschland. Diese Mannschaft wurde daher auch als „Augsburger Elf“ bezeichnet. Die acht Spieler waren: Toni Turek (Tor), Werner Kohlmeyer, Horst Eckel, Josef Posipal, Max Morlock, Ottmar Walter, Fritz Walter und Hans Schäfer.

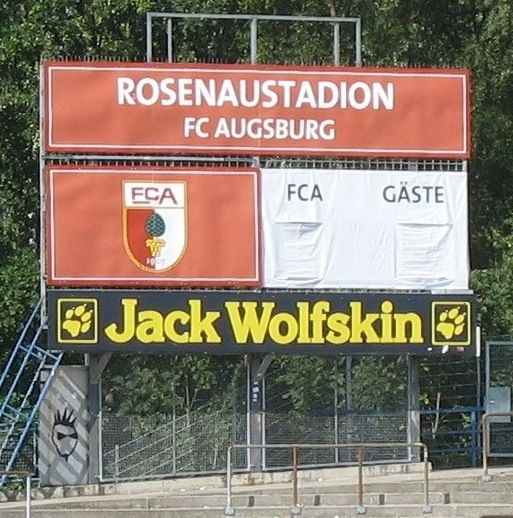
Die neue Anzeigetafel

Der FC Bayern München errang 1957 im Rosenaustadion seinen ersten DFB-Pokal-Sieg. Bei den Olympischen Spielen 1972 war das Stadion Austragungsort von insgesamt fünf Fußballspielen der Vor- und Zwischenrunde. Der Augsburger Fußballer Helmut Haller spielte von 1973 bis 1979 für den FC Augsburg im Rosenaustadion.
Die Datschiburger Kickers spielten in den 1960ern und 1970ern mehrmals im Rosenaustadion. 30.000 Zuschauer kamen zu ihrem ersten Spiel am 17. Juli 1965 gegen den FC Schmiere.
Beim DFB-Pokal-Spiel 1986 des FC Augsburg gegen den Hamburger SV musste HSV-Torwart Uli Stein nach roter Karte den Platz verlassen. Er verabschiedete sich von den Augsburger Fans mit dem Stinkefinger, nachdem er zuvor massiv provoziert worden war. Die Szene ist legendär, das Foto wurde in allen Zeitungen gedruckt.
1988 wurde das Finale des inoffiziellen Fuji-Cups zwischen dem FC Bayern München und Borussia Mönchengladbach (3:0) im Rosenaustadion ausgetragen.
Am 5. Oktober 1993 fand das erste Benefizspiel der DFB-Geschichte in Augsburg statt: Nationalmannschaft gegen „Bundesliga international“, eine Auswahl ausländischer Bundesligaspieler. Das Motto war: „Mein Freund ist Ausländer“ gegen Ausländerfeindlichkeit.

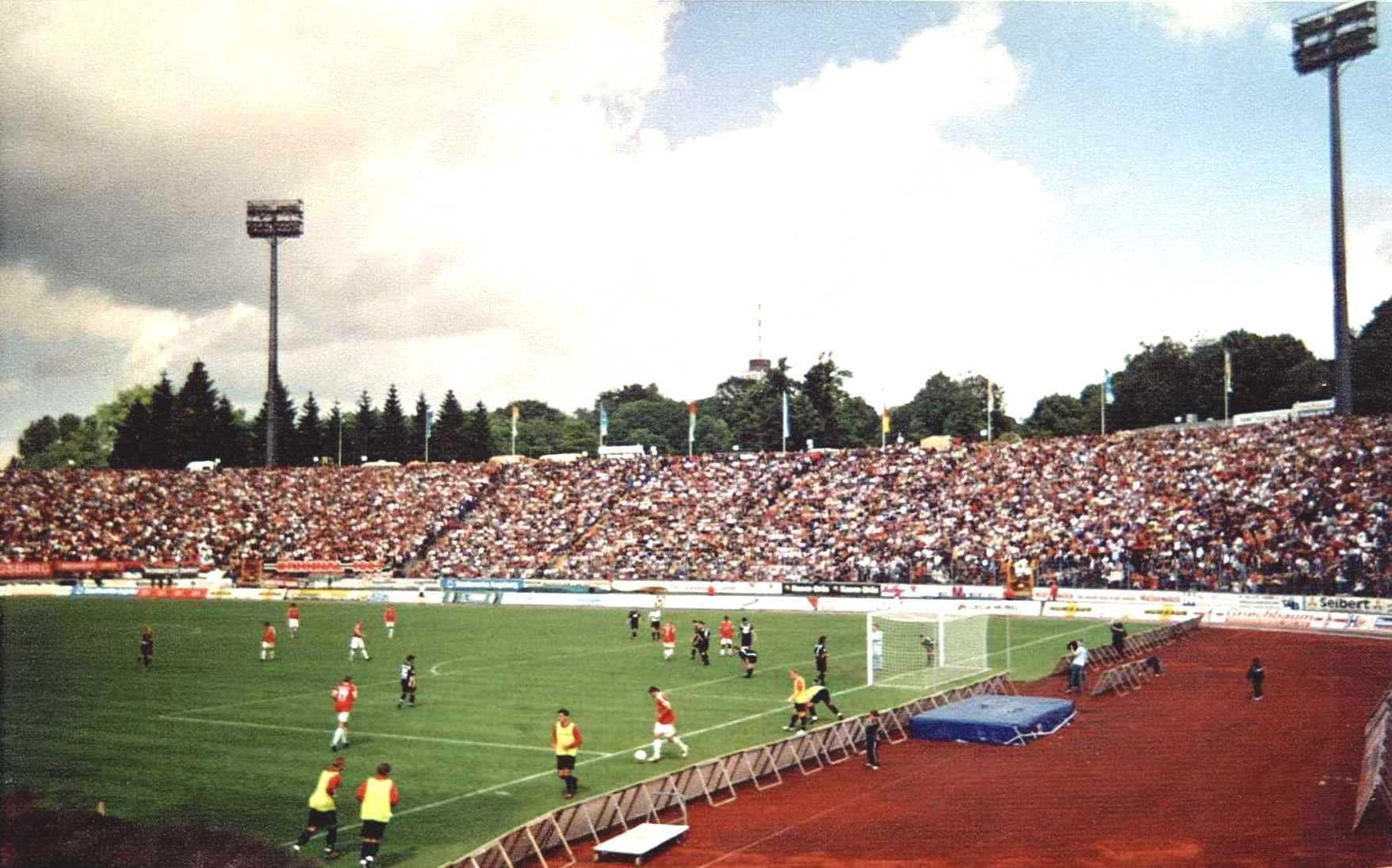
27.000 Zuschauer am 4. Juni 2005

Vier Ligapokal-Halbfinale wurden von 1997 bis 2001 nach Augsburg vergeben. Der FC Bayern München spielte zweimal gegen Borussia Dortmund, einmal gegen den 1. FC Kaiserslautern und einmal gegen Hertha BSC.
2001 trug der TSV 1860 München die beiden UI-Cup-Spiele gegen FK Smederevo und RKC Waalwijk im Rosenaustadion aus.
Am 4. Juni 2005 spielte der FC Augsburg gegen den SSV Jahn Regensburg vor 27.000 Zuschauern um den Aufstieg in die Zweite Bundesliga. Der FC Augsburg verlor 1:2 und stieg nicht auf. In der Saison 2004/2005 kamen 64.517 Zuschauer zu den 17 Heimspielen des FC Augsburg.

### Andere Großveranstaltungen
Zwischen 1982 und 1997 gab es fünf große Open-Air-Konzerte im Rosenaustadion, u. a. im September 1983 mit The Police als Hauptact, die damals ihre Europatournee der Synchronicity Tour in Augsburg starteten. Insgesamt 75.000 Zuschauer kamen zu den großen Veranstaltungen.
Die Abschlusskundgebung des 27. Deutschen Feuerwehrtages am 24. Juni 2000 fand vor über 12.000 Zuschauern ebenfalls im Rosenaustadion statt. Der damalige Bundeskanzler Gerhard Schröder hielt eine Ansprache.

## Modernisierung 2006/2007

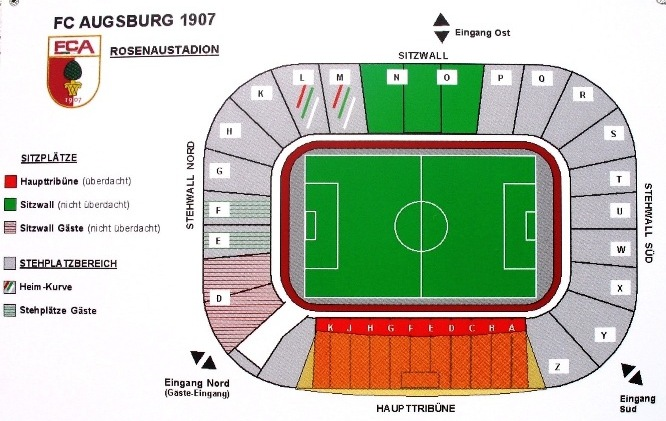
Der Stadionplan

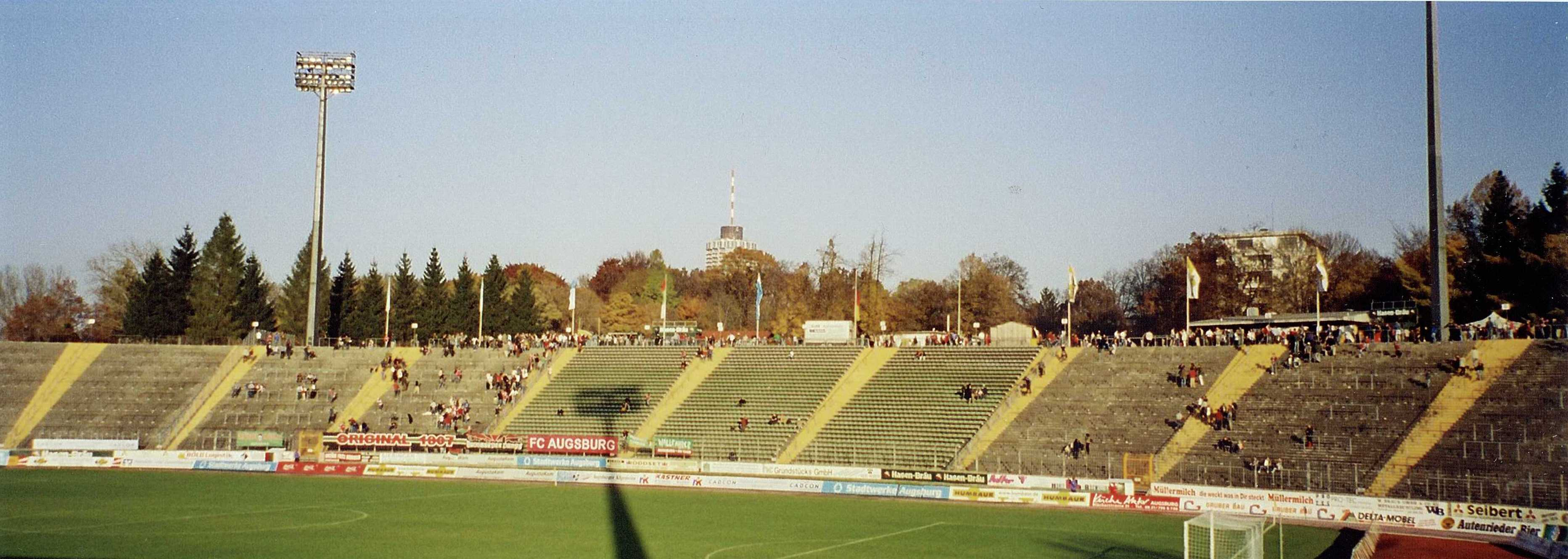
Die Gegengerade des Rosenaustadions

Wegen des Aufstiegs des FCA wurde das Rosenaustadion im Sommer 2006 entsprechend dem UEFA-Stadioninfrastruktur-Reglement für die Zweite Bundesliga modernisiert:
- Ausbesserung der Rasenfläche mit Rollrasen
- Betonsanierung der Stehwälle
- Zusätzliche Absperrungen
- Leistungsfähigere Beschallungsanlage
- Installation einer Videoüberwachung
- Modernisierung der Flutlichtanlage
- Umbau von zwei Gästeblöcken: Statt 1.571 Stehplätzen nun ca. 600 Sitzschalen.

Im Sommer 2007 wurde eine Rasenheizung verlegt. Die Kosten betrugen ca. 400.000 Euro.
Die Zuschauerkapazität liegt inoffiziell bei ca. 31.300 Plätzen (vor dem Umbau 2006: 32.354). Zu den Ligaspielen werden aber aus Sicherheitsgründen nur 28.000 Zuschauer eingelassen. Dies ist auch die offizielle Kapazität.

## 2009–2013
Seit Herbst 2009 trägt der FCA seine Heimspiele in der WWK-Arena aus. Das Rosenaustadion wird seither weiter für Vereine und den Schulsport genutzt. Die FCA-Damenmannschaft trägt dort ihre Heimspiele aus, ebenso die zweite Mannschaft des FC Augsburg. Für die Fußball-Weltmeisterschaft der Frauen 2011 wurde das Rosenaustadion als Trainingsplatz genutzt.
Zur Einsparung von Sanierungskosten wurden Teile des Stadions geschlossen, z. B. die Zuschauerblöcke der Kurven und Gegengeraden, die früher jedes Jahr aufgrund der Witterungsschäden am Beton instand gesetzt werden mussten.
Nicht mehr verfolgt wurde die ursprüngliche Planung, das Stadion abzubrechen, um das Gelände als Baugrund für Eigenheime zu verkaufen und damit den städtischen Anteil an den Kosten der WWK-Arena zu finanzieren. Ein Grund war, dass beim Einbau der Rasenheizung Altlasten gefunden wurden. Bei den einen Meter tiefen Bodenabtragungen waren dies Bombensplitter, Teile von Sprengbomben und alte Schusswaffen (Karabiner). Flächendeckende, tiefere Untersuchungen über Kampfmittel, Altlasten und Baugrund (auch unter dem Nebenspielfeld) wurden nicht durchgeführt. Bekannt bzw. erwartet wurden Belastungen mit polyzyklischen aromatischen Kohlenwasserstoffen.
Im Jahr 2011 begann die Leichtathletikgemeinschaft Augsburg mit der Sammlung von Unterschriften, um das Rosenaustadion zu sanieren. Die Stadt Augsburg gab daraufhin einem Planungsbüro den Auftrag, die Projektkosten zu ermitteln. 2013 stellte die Stadt Augsburg Planungskosten in den Finanzhaushalt ein. Ein Grundsatzbeschluss des Stadtrates sah die Sanierung der Leichtathletikanlage ab 2014 vor.

## Seit 2014
Die Leichtathletikanlage im Rosenaustadion wurde in zwei Bauabschnitten saniert. 2014 wurden die Altanlagen beseitigt und der Unterbau hergestellt, 2015 wurde mit dem Neubau begonnen. Im Juli 2015 fanden die Abschlussarbeiten statt. Die offizielle Eröffnung nach dem Umbau für 1,2 Millionen Euro fand am 19. September 2015 mit einer Stadtmeisterschaft statt. Dabei wurde rückwärtslaufend über 4 × 100 Meter durch Aleksandar Askovic, Stefan Siegert, Roland Wegner und Roland Hailer der bestehende Weltrekord gebrochen (nun 62,07 Sekunden). Die entstandene achtspurige Laufbahn ist eine Besonderheit. In Bayern hat neben dem Rosenaustadion nur das Max Morlock Stadion in Nürnberg und das Olympiastadion in München eine wettkampftaugliche achtspurige Rundbahn. Aufgrund der fehlenden achten Bahn beim 110-m-Hürden-Start (dort steht ein Gebäude für die Rasenheizung, das während der Planungen zum Umbau nicht berücksichtigt wurde), werden die Leichtathletikanlagen vor allem für regionale Veranstaltungen genutzt (wie z. B. die Bayerischen Leichtathletikmeisterschaften 2017).
Im Sommer 2025 wird nach ca. 20 Jahren der Rasen vollständig ausgetauscht.